# Колосняк Пабо
Колосняк Пабо, или Волоснец Пабо (лат. Leymus paboanus) — вид однодольных растений рода Колосняк (Leymus) семейства Злаки (Poaceae). Впервые описан российско-немецким ботаником Карлом Карловичем Клаусом под названием Elymus paboanus Clausbasionym; перенесён в состав рода Leymus Робертом К. Ф. Пильгером в 1947 году.

## Распространение и экология
Распространён от юга европейской части России до Афганистана и Монголии.
Произрастает на солонцах, в солонцеватых степях и на солончаковых лугах.

## Ботаническое описание
Гемикриптофит.
Травянистое растение.
Стебель высотой до 90 см, преимущественно голый и гладкий.
Листья плоские или завёрнутые по краям, жилистые, грубые, шероховатые или почти гладкие сверху.
Колосья густые, продолговатые.
Плод — жёлтая зерновка.

## Значение и применение
Поедается на пастбище удовлетворительно до колошения, после сильно грубеет. Сено поедается удовлетворительно только при скашивании до цветения.

## Природоохранная ситуация
Занесён в Красную книгу Саратовской области и республики Татарстан (Россия).

## Синонимы
Синонимичные названия:
- Aneurolepidium paboanum (Claus) Nevski
- Elymus dasystachys var. salsuginosus Griseb.
- Elymus glaucus var. planifolius Regel
- Elymus leucostachys Eversm. ex Griseb. nom. inval.
- Elymus paboanus Clausbasionym
- Elymus paboanus var. saxatilis Melderis
- Elymus paboanus var. scabridus Melderis
- Elymus salsuginosus (Griseb.) Turcz. ex Griseb.
- Elymus salsuginosus (Griseb.) Steud.
- Elymus salsuginosus var. paboanus (Claus) Roshev.
- Leymus paboanus var. viviparus L.B. Cai
- Triticum salsuginosum (Griseb.) F.Herm.